# Erik Friborg
Johan Erik Friborg (Estocolmo, 24 de janeiro de 1893 — Londres, 22 de maio de 1968) foi um ciclista sueco que competiu nos Jogos Olímpicos de Verão de 1912, terminando em sétimo individualmente e conquistando a medalha de ouro com a equipe sueca. A cidade de Västerås doou um troféu de prata para o melhor ciclista de estrada nas Olimpíadas de 1912, e o troféu foi para Friborg. Em 1955, ele doou à comunidade sueca dedicada a corrida (Sällskapet Gamla Tävlingcyklister), que decidiu apresentá-lo ao melhor ciclista sueco em cada próximos Jogos Olímpicos, como inicialmente previsto.
Após as Olimpíadas de 1912, Friborg mudou-se para os Estados Unidos. Em 1917, alistou-se no exército sueco e participou na última fase da Primeira Guerra Mundial. Depois disso, se estabeleceu na França e trabalhou como fisioterapeuta na cidade de Cannes, no departamento de Alpes-Maritimes. Participou dos Jogos Olímpicos de Verão de 1920 e 1948 como massagista para lutadores suecos; nos Jogos de 1924 em Paris, foi como tradutor-intérprete e adjunto da equipe de ciclismo sueco. No início da Segunda Guerra Mundial, Friborg mudou-se para Londres, Inglaterra, onde veio a falecer no ano de 1968.